# Intoxication au bis-chlorométhyl-éther
Cet article décrit les critères administratifs pour qu'une intoxication au bis-chlorométhyl-éther soit reconnue comme maladie professionnelle.
Cet article relève du domaine de la législation sur la protection sociale et a un caractère davantage juridique que médical.

## Législation enFrance

### Régime général
| Fiche Maladie professionnelle | Fiche Maladie professionnelle | Fiche Maladie professionnelle |
| Ce tableau définit les critères à prendre en compte pour qu'un cancer provoqué par le bis-chlorométhyl-éther soit pris en charge au titre de la maladie professionnelle | Ce tableau définit les critères à prendre en compte pour qu'un cancer provoqué par le bis-chlorométhyl-éther soit pris en charge au titre de la maladie professionnelle | Ce tableau définit les critères à prendre en compte pour qu'un cancer provoqué par le bis-chlorométhyl-éther soit pris en charge au titre de la maladie professionnelle |
| Régime Général. Date de création : 28 juillet 1987 | Régime Général. Date de création : 28 juillet 1987 | Régime Général. Date de création : 28 juillet 1987 |
| Tableau no 81 RG | Tableau no 81 RG | Tableau no 81 RG |
| Affections malignes provoquées par le bis-chlorométhyl-éther | Affections malignes provoquées par le bis-chlorométhyl-éther | Affections malignes provoquées par le bis-chlorométhyl-éther |
| --- | --- | --- |
| Désignation des Maladies | Délai de prise en charge | Liste limitative des principaux travaux susceptibles de provoquer ces maladies                                                                                          |
| Cancer bronchique primitif. | 40 ans | Travaux de fabrication du chlorométhyl-méthyl-éther. |
| Date de mise à jour : | | |

### Données professionnelles
L'Éther dichlorodiméthylique ou éther bis(Chlorométhylique)ou bis-chloro-méthyl éther N° CAS 542-88-1

### Données médicales
Le produit est inscrit comme cancérogène dans le groupe 1 du CIRC. Il est responsable de cancers bronchiques.

## Sources spécifiques
- (fr) Fiche IPCS
- (fr) Tableau N° 81 des maladies professionnelles du régime Général

## Sources générales
- (fr) Tableaux du régime Général sur le site de l’AIMT
- (fr) Tous les tableaux du régime Général
- (fr) Tous les tableaux du régime Agricole
- (fr) Guide des maladies professionnelles sur le site de l’INRS

## Autres liens
- (fr) Maladies à caractère professionnel

## Internationalisation
- (fr) Liste Européenne des maladies professionnelles
- (fr) Liste des maladies professionnelles au Sénégal
- (fr) Liste des maladies professionnelles en Tunisie